# Al-Shoulla Football Club
Maillots
Al-Shoulla Football Club (en arabe : نادي الشعلة لكرة القدم), plus couramment abrégé en Al-Shoulla, est un club de football saoudien fondé en 1963 et basé dans la ville d'Al Khardj.
Le club joue au Al-Shoalah Club Stadium.

## Palmarès
| Compétitions nationales |
| --- |
| - Championnat d'Arabie saoudite D2 (1) : - Champion : 2011-12 - Vice-champion : 1996-97 et 2000-01. - Championnat d'Arabie saoudite D3 (1) : - Champion : 2008-09 - Vice-champion : 1997-98. |